# Escudo de Islandia
El escudo de Islandia, "Skjaldamerkið", recoge las cuatro figuras míticas protectoras del país ("landvættir") situadas sobre un bloque de lava y sosteniendo el blasón que está compuesto por los mismos elementos de la bandera nacional: En un campo de azur, una cruz (escandinava) de gules bordeada de plata. 
Las cuatro figuras míticas son: El toro ("Griðungur") que es el protector del suroeste de Islandia; el águila o grifo ("Gammur"), custodia la parte noroeste del país; el dragón ("Dreki"), vigila la parte noreste y el gigante rocoso ("Bergrisi") que es el protector del sureste de Islandia.

## Escudos históricos

El escudo de armas de la Mancomunidad Islandesa, utilizado desde 930 hasta 1262
El escudo de armas del condado de Islandia desde 1262
El escudo de armas bajo el control del gobierno danés desde el siglo XVI hasta 1903
El escudo de armas desde 1903 a 1919
Escudo de armas abreviado del Reino de Islandia, desde 1919 hasta 1944.
El escudo de armas del Reino de Islandia desde 1919 hasta 1944.
El escudo de armas del rey Cristián X de Islandia desde 1918 hasta 1944 y Dinamarca desde 1903 hasta 1947. Islandia está representada por el halcón de plata en la esquina inferior izquierda. El halcón fue retirado de las armas danesas en 1948.